# Hungarian Football League 2019
La Hungarian Football League 2019 (detta anche "Maker's Mark HFL 2019" per ragioni di sponsorizzazione) è la 14ª edizione del campionato di football americano di primo livello, organizzato dalla MAFSZ.
I Budapest Eagles, i Dunaújváros Gorillaz e i Nyíregyháza Tigers hanno deciso di autoretrocedersi in Divízió I, mentre hanno chiesto e ottenuto di partecipare al campionato gli ucraini Kiev Capitals.

## Squadre partecipanti
| Club                | Città          | Stadio | Sponsor ufficiale | Risultato nella stagione 2018 |
| ------------------- | -------------- | ------ | ----------------- | ----------------------------- |
| Budapest Cowbells   | Budapest       |        |                   |                               |
| Budapest Wolves     | Budapest       |        |                   |                               |
| Fehérvár Enthroners | Székesfehérvár |        |                   |                               |
| Győr Sharks         | Győr           |        |                   |                               |
| Kiev Capitals       | Kiev           |        |                   |                               |
| Miskolc Steelers    | Miskolc        |        |                   |                               |

## Stagione regolare

### Calendario

#### 1ª giornata
| 6 aprile 2019 | Győr Sharks | 7 – 31 | Fehérvár Enthroners |  |

| 7 aprile 2019 | Budapest Cowbells | 26 – 6 | Kiev Capitals |  |

| 7 aprile 2019 | Budapest Wolves | 16 – 14 | Miskolc Steelers |  |

#### 2ª giornata
| 19 aprile 2019 | Budapest Wolves | 51 – 21 | Győr Sharks |  |

| 20 aprile 2019 | Fehérvár Enthroners | 23 – 7 | Kiev Capitals |  |

#### 3ª giornata
| 27 aprile 2019 | Budapest Cowbells | 38 – 21 | Miskolc Steelers |  |

#### 4ª giornata
| 5 maggio 2019 | Győr Sharks | 6 – 18 | Budapest Cowbells |  |

#### 5ª giornata
| 11 maggio 2019 | Fehérvár Enthroners | 10 – 34 | Budapest Wolves |  |

| 12 maggio 2019 | Miskolc Steelers | 14 – 41 | Kiev Capitals |  |

#### 6ª giornata
| 18 maggio 2019 | Miskolc Steelers | 6 – 44 | Fehérvár Enthroners |  |

| 19 maggio 2019 | Budapest Cowbells | 7 – 9 | Budapest Wolves |  |

| 19 maggio 2019 | Győr Sharks | 7 – 20 | Kiev Capitals |  |

#### 7ª giornata
| 1º giugno 2019 | Budapest Wolves | 42 – 14 | Kiev Capitals |  |

| 1º giugno 2019 | Fehérvár Enthroners | 12 – 13 | Budapest Cowbells |  |

| 2 giugno 2019 | Miskolc Steelers | 41 – 44 | Győr Sharks |  |

### Classifica
Le classifiche della regular season sono le seguenti:
- PCT = percentuale di vittorie, G = partite giocate, V = partite vinte,  P = partite perse, PF = punti fatti, PS = punti subiti

| Pos. | Squadra             | PCT   | G | V | N | P | PF  | PS  |
| ---- | ------------------- | ----- | - | - | - | - | --- | --- |
| 1    | Budapest Wolves     | 1.000 | 5 | 5 | 0 | 0 | 152 | 66  |
| 2    | Budapest Cowbells   | .800  | 5 | 4 | 0 | 1 | 102 | 54  |
| 3    | Fehérvár Enthroners | .600  | 5 | 3 | 0 | 2 | 120 | 67  |
| 4    | Kiev Capitals       | .400  | 5 | 2 | 0 | 3 | 88  | 112 |
| 5    | Győr Sharks         | .200  | 5 | 1 | 0 | 4 | 85  | 161 |
| 6    | Miskolc Steelers    | .000  | 5 | 0 | 0 | 5 | 96  | 183 |

## Playoff

### Tabellone
|  | Wild Card | Wild Card           | Wild Card           |                     |               | Semifinali    | Semifinali      | Semifinali |  |  | XIV Hungarian Bowl | XIV Hungarian Bowl | XIV Hungarian Bowl |  |
|  |           |                     |                     |                     |               |               |                 |            |  |  |                    |                    |                    |  |
|  |           |                     |                     |                     |               | 1             | Budapest Wolves | 27         |  |  |                    |                    |                    |  |
|  |           |                     |                     |                     |               | 1             | Budapest Wolves | 27         |  |  |                    |                    |                    |  |
|  |           |                     |                     | Kiev Capitals       | 35            |               |                 |            |  |  |                    |                    |                    |  |
|  | 4         | Kiev Capitals       | 32                  | Kiev Capitals       | 35            |               |                 |            |  |  |                    |                    |                    |  |
|  | 4         | Kiev Capitals       | 32                  |                     |               |               |                 |            |  |  |                    |                    |                    |  |
|  | 5         | Győr Sharks         | 0                   |                     |               |               |                 |            |  |  |                    |                    |                    |  |
|  | 5         | Győr Sharks         | 0                   |                     | Kiev Capitals | Kiev Capitals | 12              |            |  |  |                    |                    |                    |  |
|  |           |                     |                     |                     |               |               |                 |            |  |  |                    |                    |                    |  |
|  |           |                     | Fehérvár Enthroners | Fehérvár Enthroners | 14            |               |                 |            |  |  |                    |                    |                    |  |
|  |           |                     |                     | Fehérvár Enthroners | 14            |               |                 |            |  |  |                    |                    |                    |  |
|  |           |                     |                     |                     |               |               |                 |            |  |  |                    |                    |                    |  |
|  |           |                     |                     |                     |               |               |                 |            |  |  |                    |                    |                    |  |
|  |           | 2                   | Budapest Cowbells   | 13                  |               |               |                 |            |  |  |                    |                    |                    |  |
|  |           |                     |                     | 13                  |               |               |                 |            |  |  |                    |                    |                    |  |
|  |           |                     |                     | Fehérvár Enthroners | 16            |               |                 |            |  |  |                    |                    |                    |  |
|  | 3         | Fehérvár Enthroners | 33                  | Fehérvár Enthroners | 16            |               |                 |            |  |  |                    |                    |                    |  |
|  | 3         | Fehérvár Enthroners | 33                  |                     |               |               |                 |            |  |  |                    |                    |                    |  |
|  | 6         | Miskolc Steelers    | 28                  |                     |               |               |                 |            |  |  |                    |                    |                    |  |

### Wild Card
| 15 giugno 2019 | Fehérvár Enthroners | 33 – 28 | Miskolc Steelers |  |

| 16 giugno 2019 | Kiev Capitals | 32 – 0 | Győr Sharks |  |

### Semifinali
| 22 giugno 2019 | Budapest Wolves | 27 – 35 | Kiev Capitals |  |

| 23 giugno 2019 | Budapest Cowbells | 13 – 16 | Fehérvár Enthroners |  |

### XIV Hungarian Bowl
| Budapest 6 luglio 2019 | Fehérvár Enthroners | 14 – 12 | Kiev Capitals | Nándor Hidegkuti Stadion |

## Verdetti
- Fehérvár Enthroners Campioni dell'Ungheria 2019